# Brauer-Syndrom
Das Brauer-Syndrom ist die häufigste Form der Fokalen fazialen dermalen Dysplasie (Typ I), einer sehr seltenen angeborenen Erkrankung aus dem Formenkreis der Ektodermalen Dysplasie.
Synonyme sind: Aplasia cutis congenita, bitemporale; FFDD Typ I; FFDD1; Fokale faziale dermale Dysplasie 1 vom Typ Brauer.
Das Syndrom ist nicht zu verwechseln mit der auch als „Brauer-Syndrom“ bezeichneten Punktierten Palmoplantarkeratose Typ I.
Die Bezeichnung bezieht sich auf die Erstautoren der Erstbeschreibung aus dem Jahre 1929 durch den Arzt August Brauer (1883–1945).

## Verbreitung
Die Häufigkeit wird mit unter 1 zu 1.000.000 angegeben, bislang wurde über mehr als 80 Betroffene berichtet. Die Vererbung erfolgt autosomal-dominant.

## Ursache
Die Ursache ist bislang nicht bekannt.

## Klinische Erscheinungen
Klinische Kriterien sind:
- Manifestation vorgeburtlich oder als Neugeborenes
- Meist beidseits an der Schläfe narbenartige Hautveränderungen, an Zangenabdrücke erinnernd.

Nur sehr selten finden sich weitere gering ausgeprägte Gesichtsveränderungen wie tiefer Haaransatz, spärliche Kopfbehaarung, Augenbrauen seitlich, Distichiasis, abgeflachte oder aufgetriebene Nasenspitze, prominente Oberlippe, horizontale Kinnfurche u. Ä.

## Diagnose
Die Diagnose ergibt sich aus der klinischen Untersuchung.
Abzugrenzen sind die anderen Formen der Fokalen fazialen dermalen Dysplasie.